# Rafael Arnáiz Barón
Rafael Arnáiz Barón (9. dubna 1911 Burgos, Španělsko – 26. dubna 1938 Klášter sv. Isidora, Dueñas, Palencia) byl španělský trapista, vzděláním architekt, dnes uctívaný v katolické církvi jako světec. Jeho liturgická památka se slaví 26. dubna, ve výroční den jeho úmrtí.

## Život

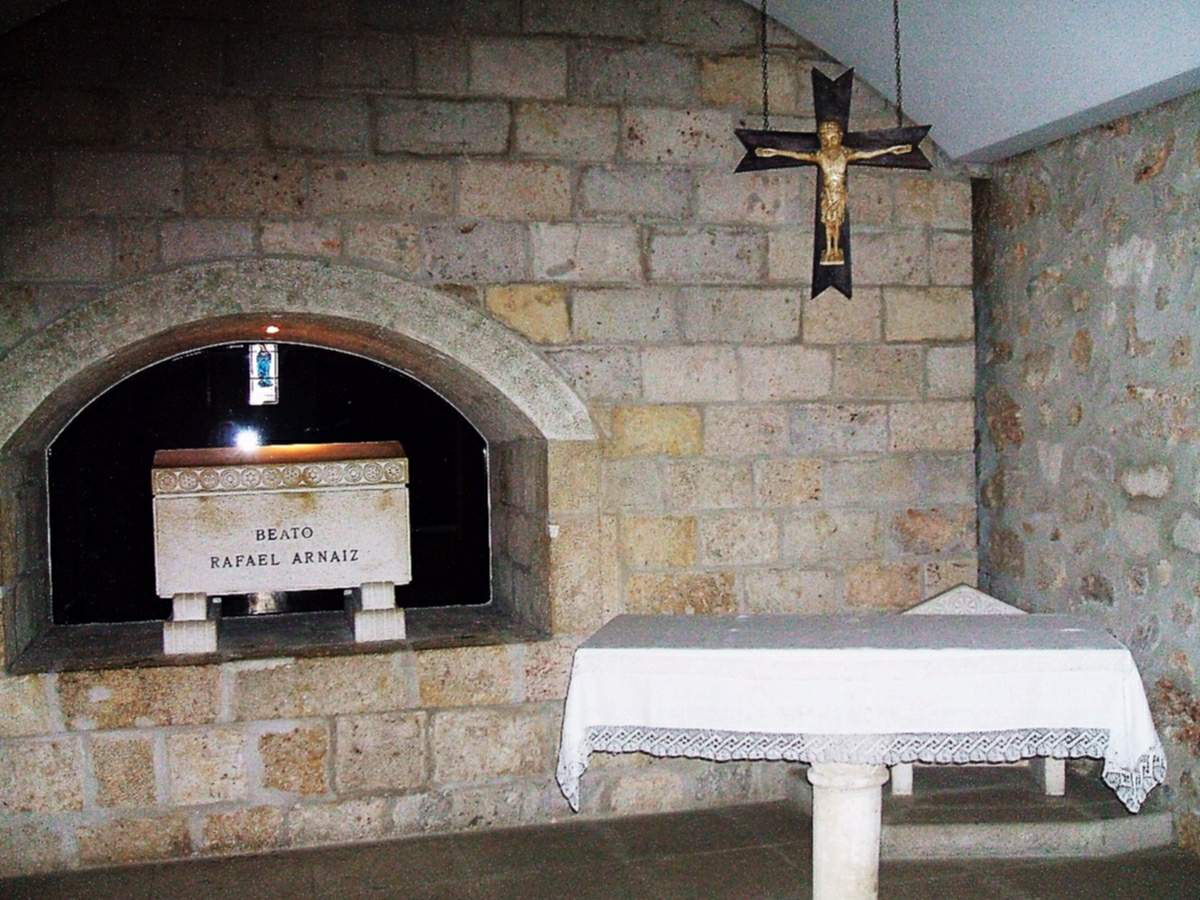
Hrob svatého Rafaela v klášteře San Isidro de Dueñas

Narodil se ve zbožné rodině španělských grandů v Burgosu. V Madridu vystudoval v letech 1930–1934 Vyšší školu architektury. Zároveň však hledal cestu, jak prohloubit svůj vztah k Bohu. Roku 1934 vstoupil do řádu cisterciáků přísné observance (trapistů) v San Isidro de Dueñas v Palencii (Kastílie). Kvůli diabetu celkem třikrát svůj klášterní život musel na čas přerušit. Za Španělské občanské války měl být odveden k vojsku, byl však shledán zdravotně nezpůsobilým. Mohl se vrátit do kláštera, krátce po návratu však vypuklo konečné stádium jeho nemoci. Dne 17. dubna 1938 složil do rukou svého opata věčné sliby. Od 22. dubna 1938 trpěl vysokými horečkami a nakonec 26. dubna v klášterní infirmerii zemřel. Pohřben byl na klášterním hřbitově, později bylo jeho tělo dvakrát přenášeno jinam. Od roku 1972 je pohřben v kapli klášterního kostela.
Jeho dopisy, poznámky a deníky svědčí o jeho prosté, mysticky hluboké a bezpodmínečné lásce k Bohu. Přestože mnišským životem žil jen krátce, lze říci, že ve svém životě naplnil cisterciácký ideál svatosti.

## Beatifikace a kanonizace
Roku 1960 dal opat kláštera San Isidro de Dueñas podnět k zahájení beatifikačního procesu. Roku 1989 dal papež sv. Jan Pavel II. (během Světových dnů mládeže v Santiagu de Compostela) Rafaela Arnaíze Barona katolické mládeži jako vzor následování Krista. Samotná beatifikace pak proběhla 27. září 1992. Následně roce 2009, dne 11. října, pak papež Benedikt XVI. bratra Rafaela v basilice sv. Petra ve Vatikánu kanonizoval.
| „                                  | Vezmi mně ode mne samého (Bože), a dej sebe světu. | “ |
| — Slova bratra Rafaela před smrtí. |                                                    |   |